# Гнатівка (Бучанський район)
Гна́тівка — село в Україні, у Бучанському районі Київської області. Населення становить близько 354 осіб. Село Гнатівка розташоване за 17 км на південний захід від Києва. Відноситься до Гореницького старостинського округу Білогородської сільської громади.
Засноване у 1541 році. У ХІХ ст. було частиною Білогородки.
У Гнатівці є церква Різдва Богородиці (колишня цвинтарна церква), яка збудувана у 1905 році. Пам'яткою архітектури офіційно — не вважається, а також новозбудована єврейська синагога в центрі для вимушених переселенців зі сходу України «Анатевка», який було створено на території громади села Гнатівки у 2015 році. 

## Історія
Топоніміка
походження назви села Гнатівка 
Гнат (від латинського слова ignis — «вогонь») — українське чоловіче ім'я.

Топоніми, що походять від імені Гнат: Гнатків, Гнатівці, Гнатівка, Гнатки, Гнатковичі, Ґнатово, Ґнати, Гнатася.

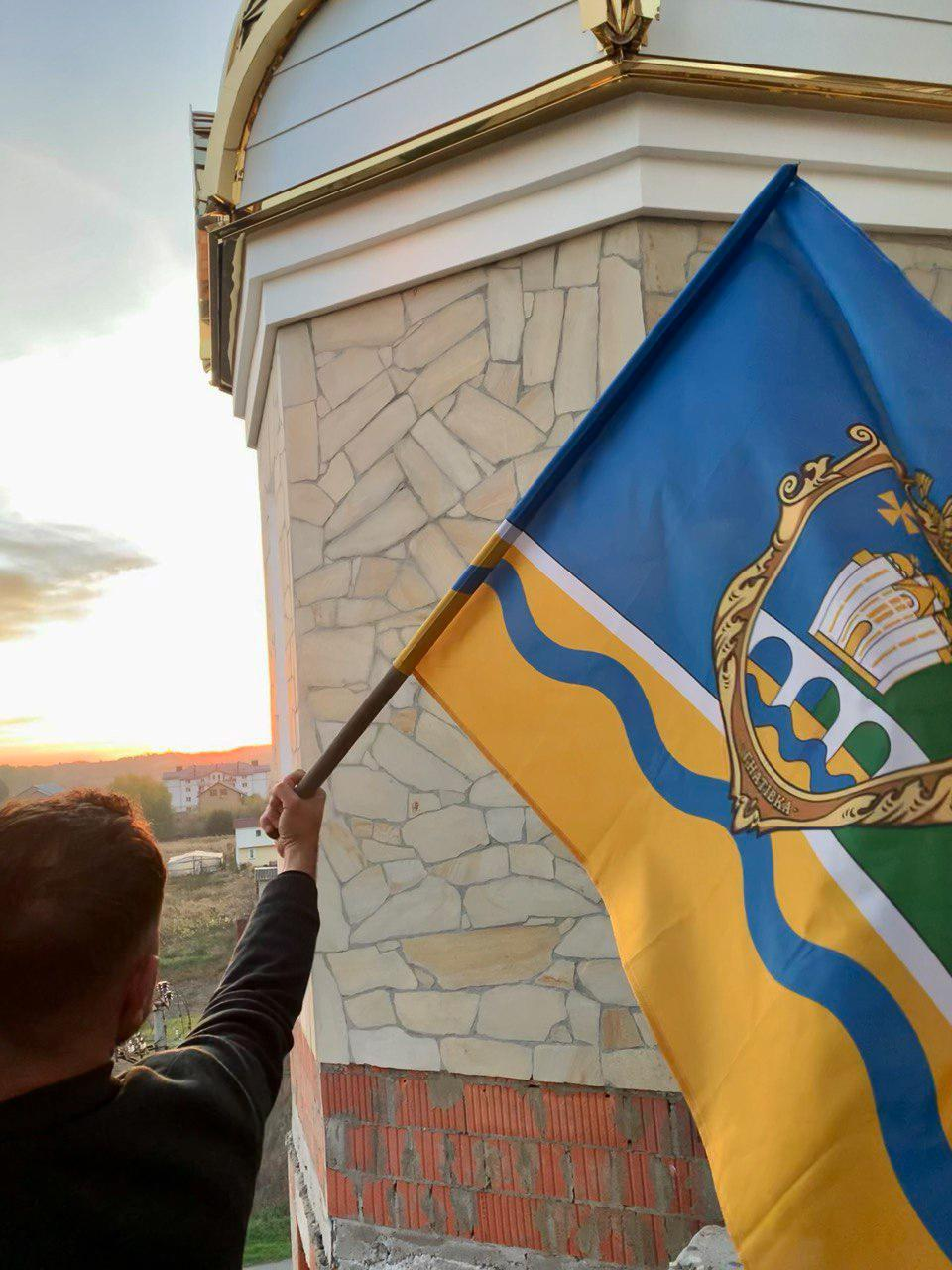
Прапор села, майорить біля золочених куполів новозбудованої церкви на честь Введення в храм Пресвятої Богородиці.

За версією: "Дванадцять маршрутів Київщино". - К.: Грані-Т, 2008. Автори: Роман Маленков та Олег Година.
Західне передмістя Білогородки у XVIII ст. належало князю Гнату (Ігнатію) Шуйському. На честь князя воно почало називатись Гнатівкою (не підтверджено документальними доказами, історична версія радянського періоду).
Гнатівка (передмістя села Білгородка) — поселення, що проходило вздовж ріки Ірпінь на переправі, існування якої відоме ще з часів Київської Руси. 
Поступово Гнатівка заселилась євреями у XVIII ст. Саме селище Гнатівка на той час (за док. даними 1864 р.) містило мешканців в селі: 80 українців-християн і близько 400 євреїв. Також зазначається, що в селищі була добре розвинена торгівля завдяки річковій переправі через річку Ірпінь і близькому розташуванню до Києва. З цього виходить, що Гнатівка була розвинена в питанні комунікацій між населеними пунктами, а не знаходилась на периферії.
Створення регулярної української армії почалося під Києвом – у селі Гнатівці.  Це сталося після того, як рештки українських військ після завзятих 10-денних вуличних боїв у Києві під тиском радянських армій В. Антонова-Овсієнка та М. Муравйова змушені були відступити зі своєї столиці на захід у бік міста Житомира.

Вранці 9 лютого (27 січня) 1918 року українські вояки вступають до села Гнатівки, заполонивши невеличке село та околичні хутори. Гайдамацький кіш Слобідської України на чолі з отаманом Симоном Петлюрою розташувався в маєтку Терещенків у селі Шпитьки. Там зосередився штаб, артилерійська батарея та більша частина особового складу Коша. Невеличкий підрозділ гайдамаків залишився в Гнатівці, де відбулася нарада за участю командирів частин, окремих підрозділів, старшин штабів. Полковник К. Прісовський висловився за об’єднання усіх українських збройних загонів, що відступили з Києва, в єдину військову частину – Окремий Запорізький загін. Передбачалося запровадження в загоні суворої дисципліни та чіткої організаційної структури з перспективою подальшого продовження бойових дій з більшовиками. У підсумку наради командиром новоствореної військової частини обрали полковника К.Прісовського. В Гнатівці, під керівництвом виконувача обов’язків військового міністра Олександра Жуківського відбулося переформування всіх наявних військ в Окремий Запорізький загін – перше регулярне збройне формування Української Народної Республіки. Згодом Окремий Запорізький загін вів переможні бої з більшовиками за Житомир та Бердичів, а вже 1 березня 1918 року столиця України була звільнена від червоних окупантів.

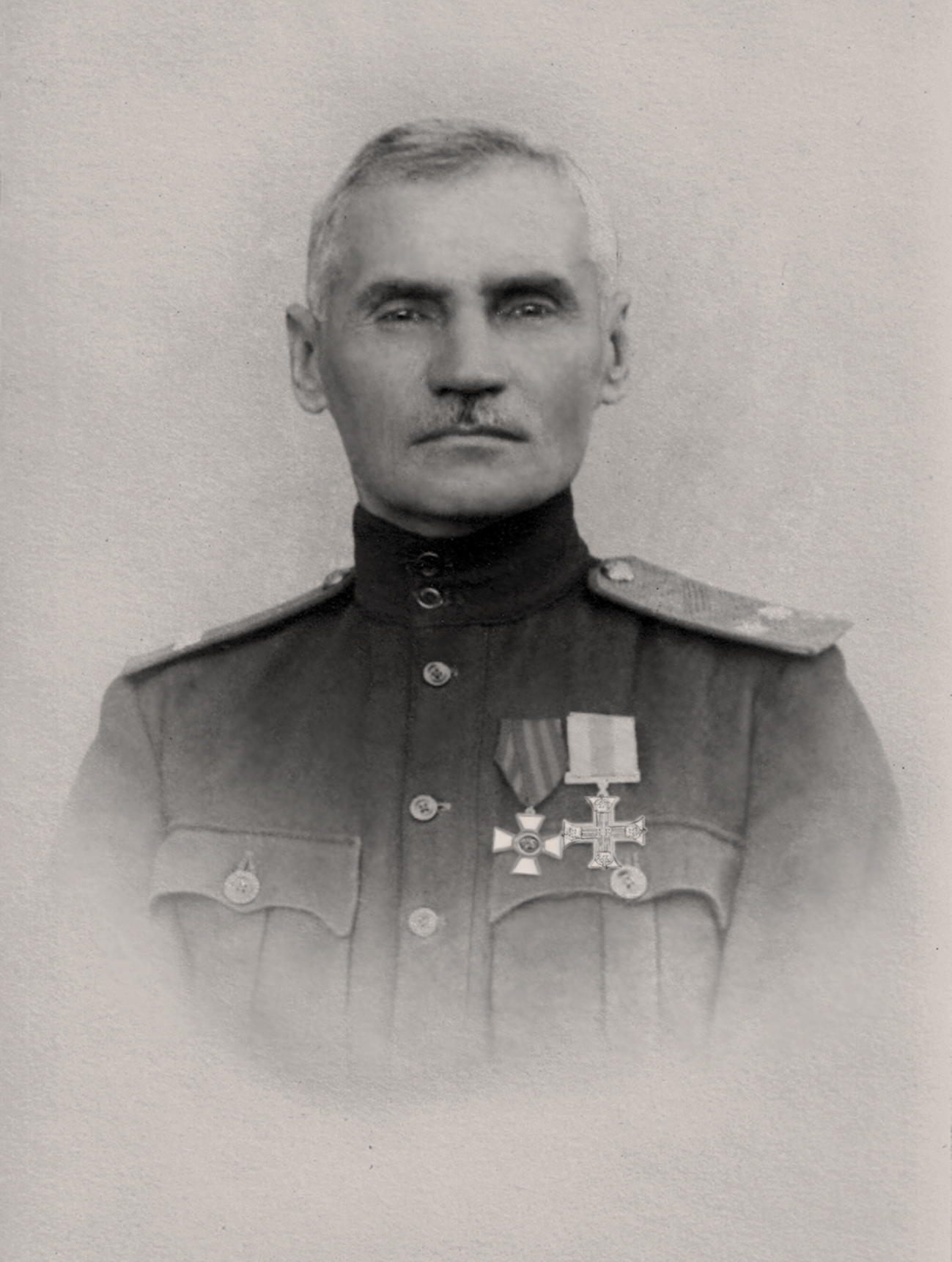
1918-го у Гнатівці відбулася нарада за участі командирів окремих підрозділів, старшин штабів армії УНР. Полковник Костянтин Прісовський висловився за обʼєднання усіх українських збройних загонів, що відступили з Києва.

У Гнатівці зберіглась велика цегляна цвинтарна каплиця, збудована у 1905 році. Під каплицею знаходиться склеп, до якого веде великий пролом – наслідок діяльності давніх грабіжників. 
У ХХ ст. Гнатівка стала окремим селом і відносилася до Гореницької сільської ради.
30 вересня 2010 року Святійший Патріарх Київський і всієї Руси-України Філарет відвідав село Гнатівку. Тут Патріарх Філарет звершив чин заснування церкви і поставлення хреста. Вочевидь, тоді ж церкву (каплицю) Різдва Пресвятої Богородиці було відремонтовано.
Було замінено покрівлю,  у вікнах каплиці встановлено нові вітражі, виконані українським художником-монументалістом Денисом Кутняховим, встановлено невелику баню із хрестом.
Каплиця і новозбудована церква на честь Введення в храм Пресвятої Богородиці, зареєстровані до Київській Митрополії Української Православної Церкви (ПЦУ) настоятель протоієрей от. Ярослав Чорненький.

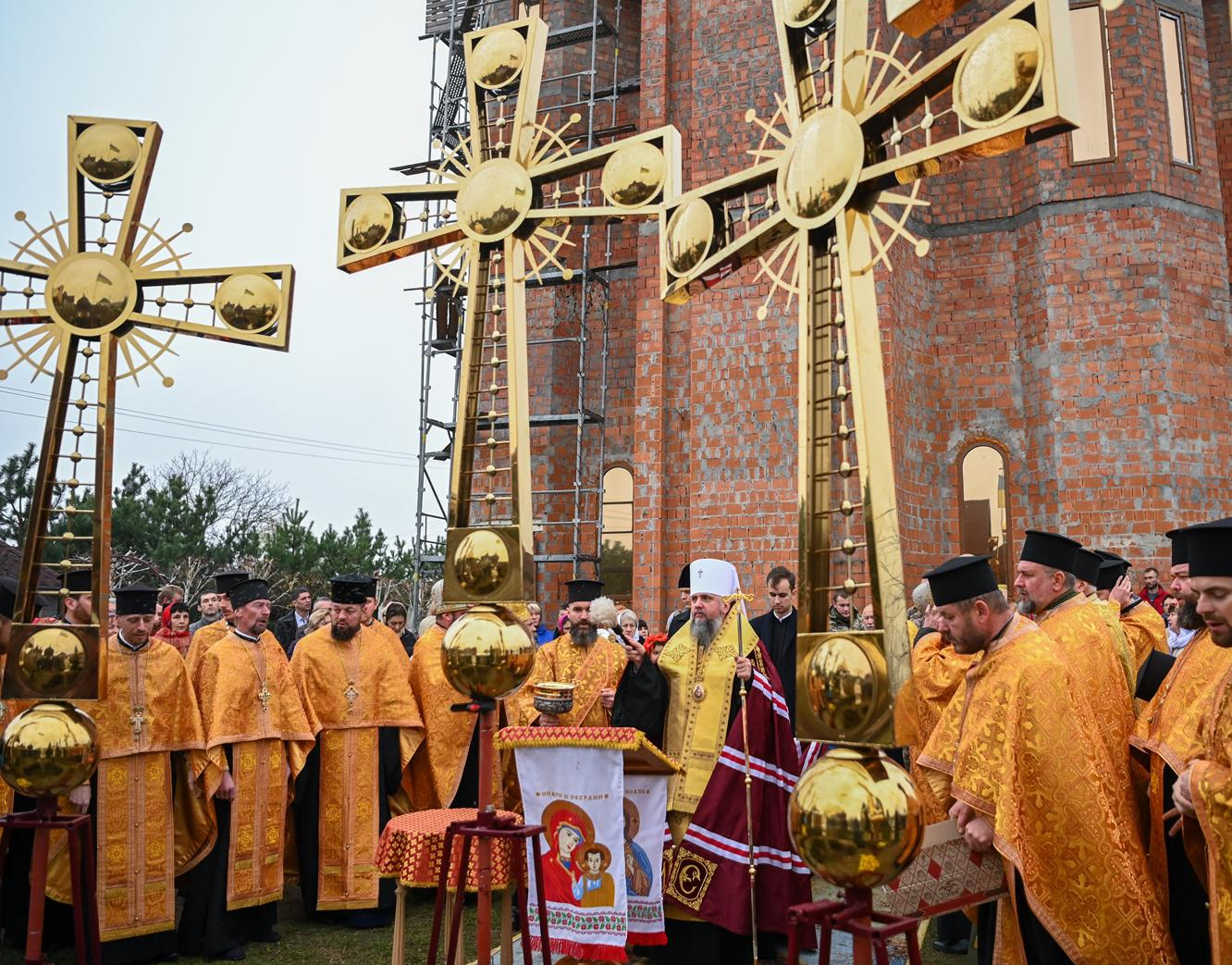
4 листопада 2023 року Предстоятель Православної Церкви України Блаженнійший Митрополит Київський і всієї України Епіфаній звершив чин освячення хрестів на куполи новозбудованого Введенського храму в с.Гнатівка
Селище Гнатівка також пов’язане з течією чорнобильського хасидизму. Для хасидизму селище Гнатівка має сакральне значення. В сьогоденні представники єврейської громади Гнатівки, або ж, на івриті, Анатевки, говорять, що століття тому повз це селище проходив раббі Мордехай Чорнобильський, син раббі Менахема Нахума Тверського — засновника чорнобильського хасидизму, й вражений красою цих місць, заповів поховати його тут. Центр для вимушених переселенців зі сходу України «Анатевка» розташований у селі Гнатівці Бучанського району Київської області. Побудований на кошти єврейської громади. Урочисте відкриття відбулося 1 вересня 2015 року.
Восени 2019 року «Анатевка» опинилася у центрі скандалу, пов'язаного з адвокатом президента США Дональда Трампа, Руді Джуліані, який був почесним мером Анатевки. На території поселення похований Мордехай Чорнобильський. Зараз на його могилі, розташованій прямо біля паркану єврейського поселення, складають записки із проханнями, як у Стіну плачу в Єрусалимі.
Автори журналістського розслідування вказують, що центр «Анатевка» є практично порожнім, дітей у школу привозять з Києва, і припускають, щоб проєкт міг бути прикриттям для фінансових зловживань. У фінансуванні цього проєкту також брав участь проросійський українсько-ізраїльський політик, депутат від «Партії Регіонів» Вадим Рабінович.

## Примітки

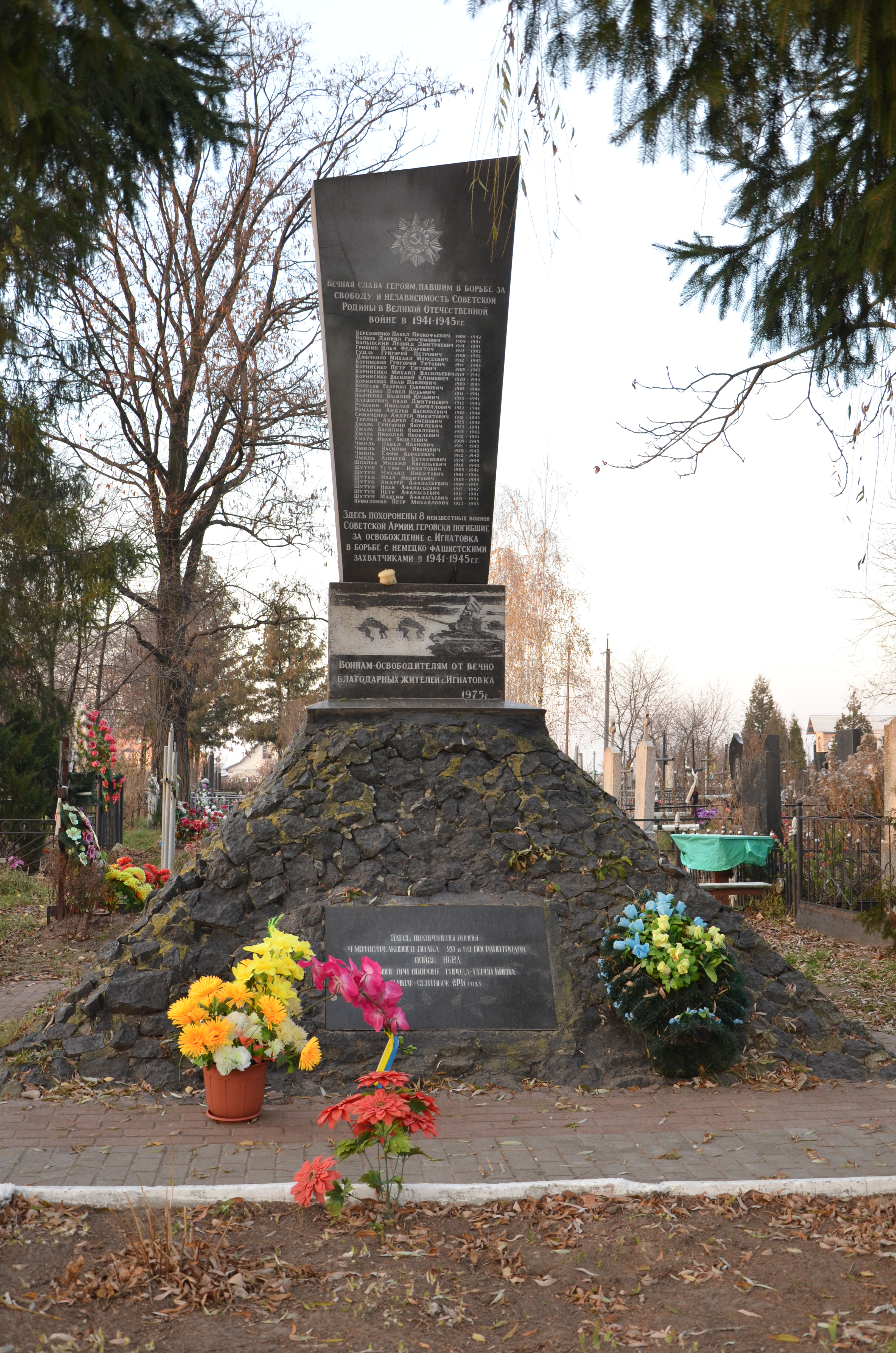
Братська могила воїнів Радянської Армії і пам'ятник воїнам-односельцям, Гнатівка

## Населення

### Мова
Розподіл населення за рідною мовою за даними перепису 2001 року:

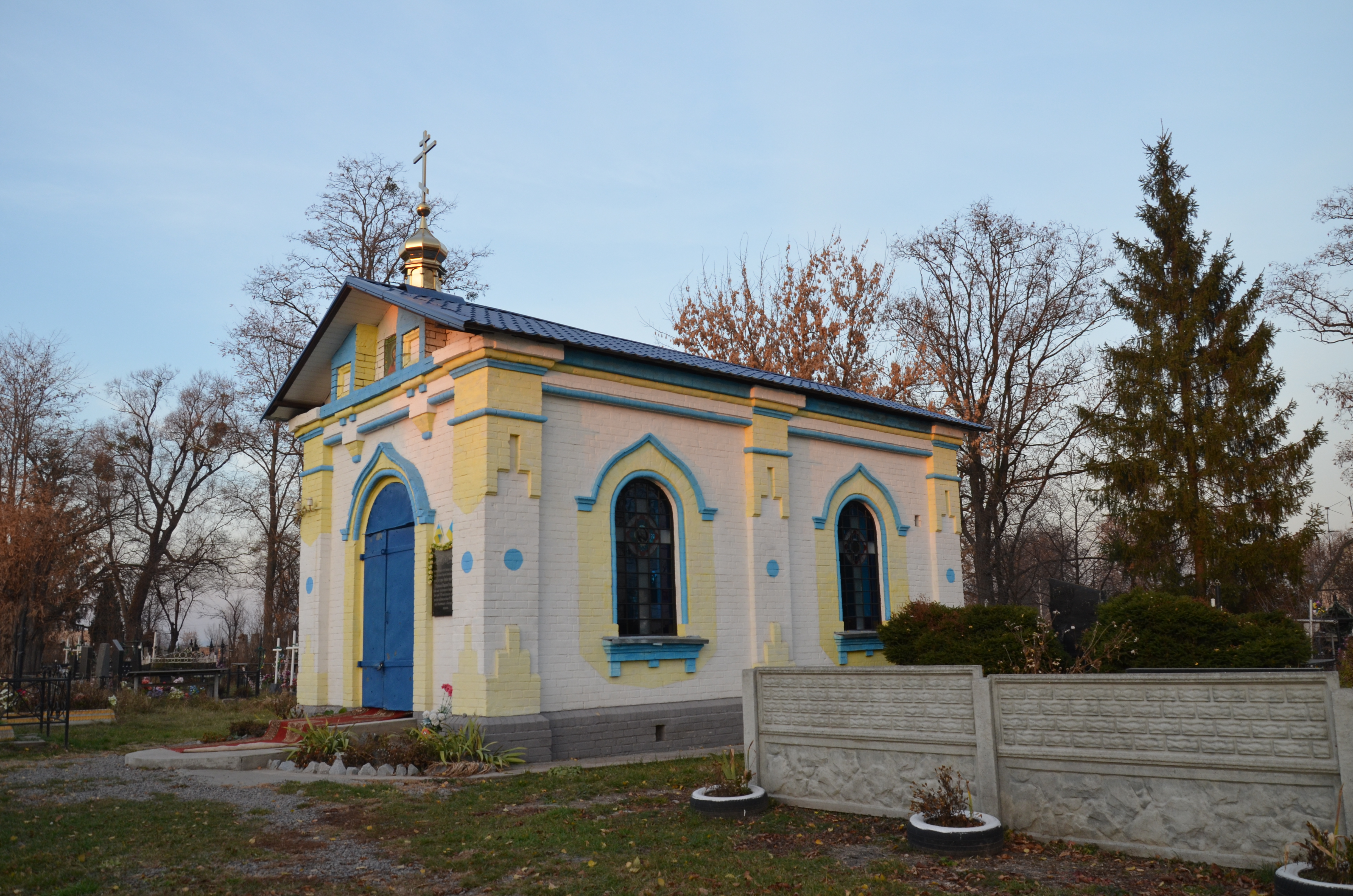
Цвинтарна каплиця в Гнатівці

| Мова       | Кількість | Відсоток |
| ---------- | --------- | -------- |
| українська | 346       | 97.74 %  |
| російська  | 8         | 2.26 %   |
| Усього     | 354       | 100 %    |

## Особистості
- Маршак Йосип Абрамович (1854-1918) — купець, ювелір, меценат. Один з найбільших конкурентів Фаберже. Засновник ювелірного дому «Маршак», який мав 92 будівлі та виробляв більше половини золотої продукції в Південно-Західному краї Московської (російської) імперії;
- Мордехай Чорнобильський (1770—1837) — Великий ребе Мордехай Тверський, син засновника чорнобильського хасидизму[13];
- Костянтин Прісовський (1878 Київ  — 15 лютого 1966 Мужен, Франція) — генеральний хорунжий армії Української Народної Республіки та Української Держави.

## Події
У 2013 році на цвинтарній каплиці (що була німим свідком формування Окремого Запорізького загону у селі) урочисто відкрито меморіальну дошку в пам’ять про історичну подію.

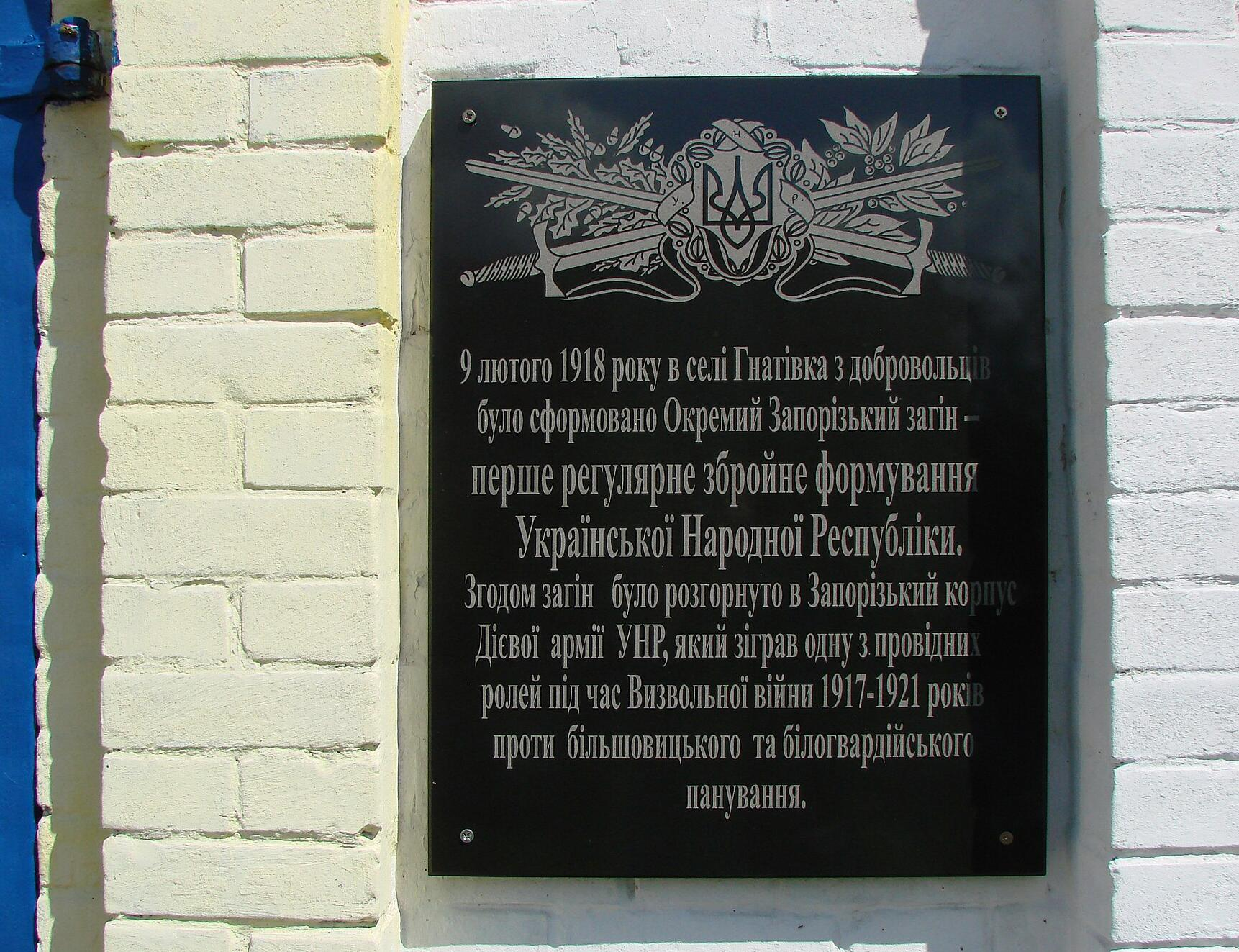
Меморіальна дошка в селі Гнатівка

Затверджений громадою села та селищною радою у серпні 2022 року герб та прапор села Гнатівка, Бучанського району, Київської області. Прапор села, майорить біля золочених куполів новозаведеної церкви на честь Введення в храм Пресвятої Богородиці. 